# Webová televize
Webová televize je původní televizní obsah (např. webový seriál) produkovaný pro veřejné vysílání přes World Wide Web. Je součástí internetové televize.
Počátky audiovizuálních webových televizních pořadů sahají do poloviny 90. let 20. století, tehdejší možnosti však byly limitovány pomalým internetovým připojením a neexistencí streamování. Dlouhou dobu se také jednalo o nezávislé projekty. Zlom nastal kolem roku 2005, kdy vznikly streamovací služby YouTube, Vimeo a Dailymotion, umožňující nahrávat uživatelům jejich vlastní obsah. V roce 2009 vznikly ceny Streamy Awards určené webovým televizním projektům. Velký rozmach webové televize nastal po roce 2012, kdy vlastní pořady začaly produkovat společnosti Netflix či Amazon.